# Athenstedt
Athenstedt ist ein Ortsteil der Stadt Halberstadt im Landkreis Harz in Sachsen-Anhalt.

## Geografie
Athenstedt liegt am Südwestrand des Höhenzuges Huy im nördlichen Harzvorland.

## Geschichte
1187 wurde Athenstedt erstmals urkundlich erwähnt. Athenstedt gehörte bis 1648 zum Bistum Halberstadt und gelangte dann an das Fürstentum Halberstadt. Der Ort unterstand direkt dem Amt Zilly-Mulmke und gelangte 1815 an den Regierungsbezirk Magdeburg der preußischen Provinz Sachsen.
Am 1. Januar 2010 wurde die bis dahin selbstständige Gemeinde Athenstedt zusammen mit den Gemeinden Aspenstedt, Langenstein, Sargstedt und Schachdorf Ströbeck in die Stadt Halberstadt eingemeindet.

## Wappen
Blasonierung: „Von Rot und Silber geviert, Feld 1 eine goldene Eule, Feld 2 und 3 ein grünes Buchenblatt, Feld 4 eine gebundene goldene Getreidegarbe.“
Zur 800-Jahr-Feier im Jahr 1987 legte sich die Gemeinde ein Wappen zu, das in seiner naturalistischen Grafik und in der Farbgebung jedoch gegen Regeln der Heraldik verstößt. Darum konnte es nicht offiziell weiter verwendet werden.
Die Gestaltung eines korrekten Wappens wurde dann im Jahr 2002 an den renommierten Heraldiker Jörg Mantzsch in Auftrag gegeben, um im Siegel, auf der Flagge der Gemeinde und im sonstigen Gebrauch ein den Regeln der Heraldik entsprechendes und offiziell genehmigtes Wappen als kommunales Hoheitszeichen des Ortes zu führen.
Auf der Gemeinderatssitzung im September 2002 wurde beschlossen, folgende von der Gemeinde gewünschte Symbolik im Ortswappen zu führen:
1.) Die Eule als Bezug zum Namen Athenstedt. Über Generationen nehmen die Bewohner des Dorfes von ihrem Namen her Bezug auf Athen bzw. auf das Wappentier der Göttin Athene.
2.) Buchenblätter als Symbol des geschlossenen Buchenbestandes um die Gemarkung
3.) Korngarbe in Verbindung zur Landwirtschaft.
Die Farben der Flagge sind wie die Farben Athenstedts Gelb-Rot.

## Sehenswürdigkeiten

### Bauwerke
Im Ort befinden sich zwölf im örtlichen Denkmalverzeichnis eingetragene Baudenkmale.

### Geschichtsdenkmal
- Grabstein auf dem Ortsfriedhof für zwei 1944 ums Leben gekommene sowjetische Zwangsarbeiter (ein Mann und eine Frau)

## Verkehrsanbindung
Der öffentliche Personennahverkehr wird unter anderem durch den PlusBus des Bahn-Bus-Landesnetz Sachsen-Anhalt erbracht. Folgende Verbindung führt durch Athenstedt:
- Linie 210: Halberstadt ↔ Ströbeck ↔ Athenstedt ↔ Dardesheim ↔ Osterwieck ↔ Vienenburg

Zudem ist Athenstedt ein Verkehrsknoten im Busnetz der Harzer Verkehrsbetriebe.
Die Gemeinde Athenstedt liegt an der Bundesstraße 79 zwischen Halberstadt und Dardesheim; Von der Bundesstraße zweigen in Athenstedt zwei Verbindungsstraßen nördlich nach Huy-Neinstedt und südlich nach Danstedt ab.